# قلقل جاوني
قلقل جاوني (الاسم العلمي:Abrus gawenensis) هو نوع من النباتات يتبع جنس القلقل من الفصيلة البقولية.